# Augartenspitz

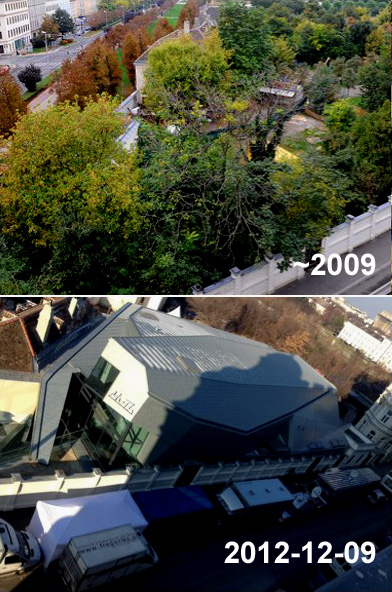
Vorher – nachher

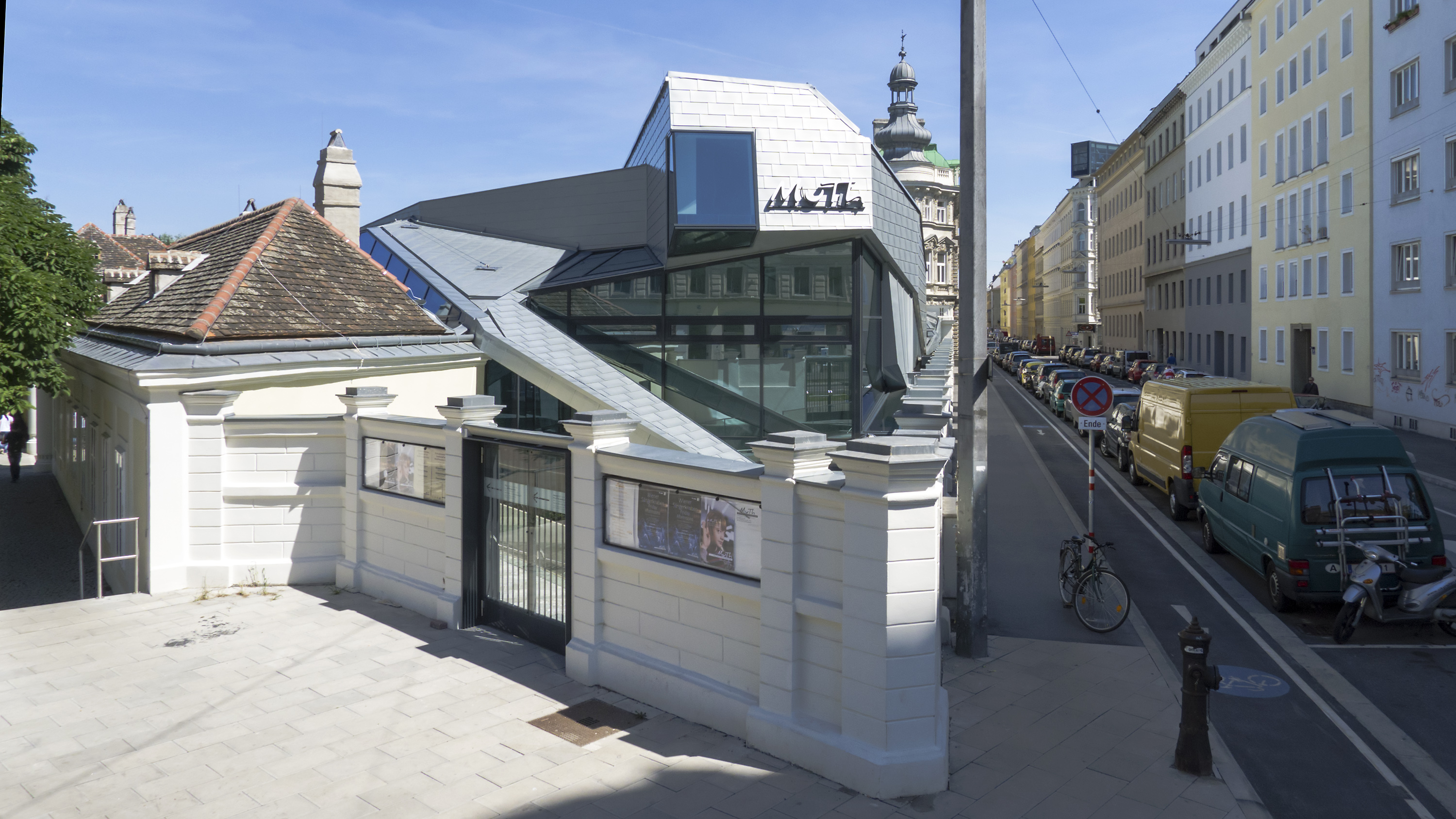
Außenansicht des MuTh

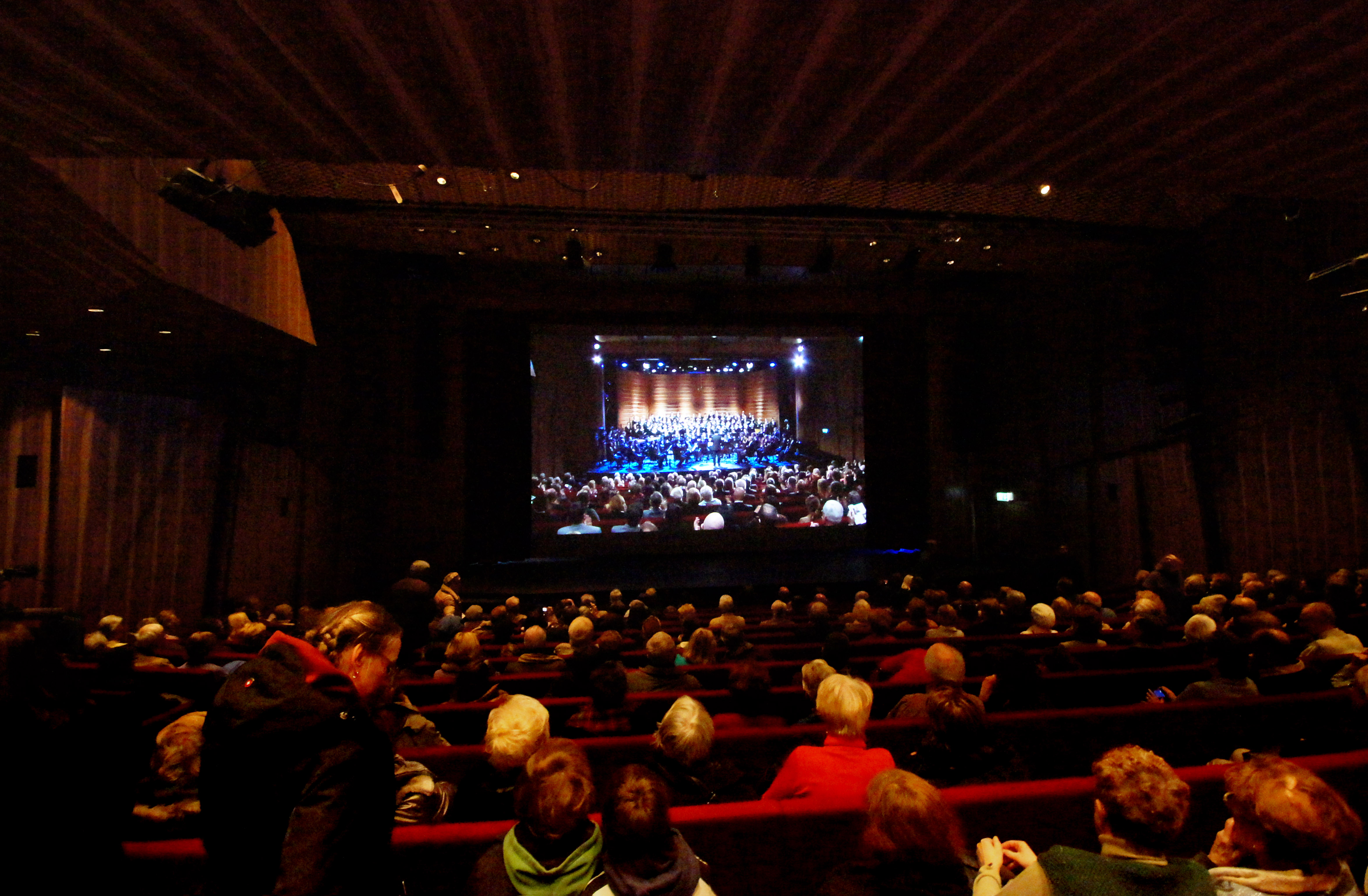
Der Saal.

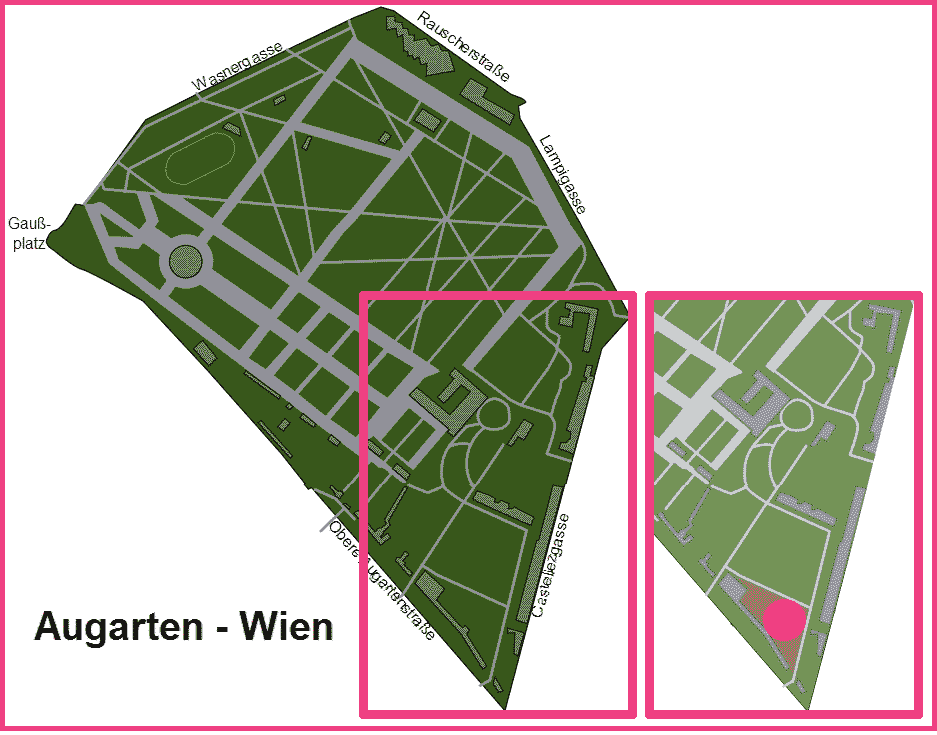
Lageplan

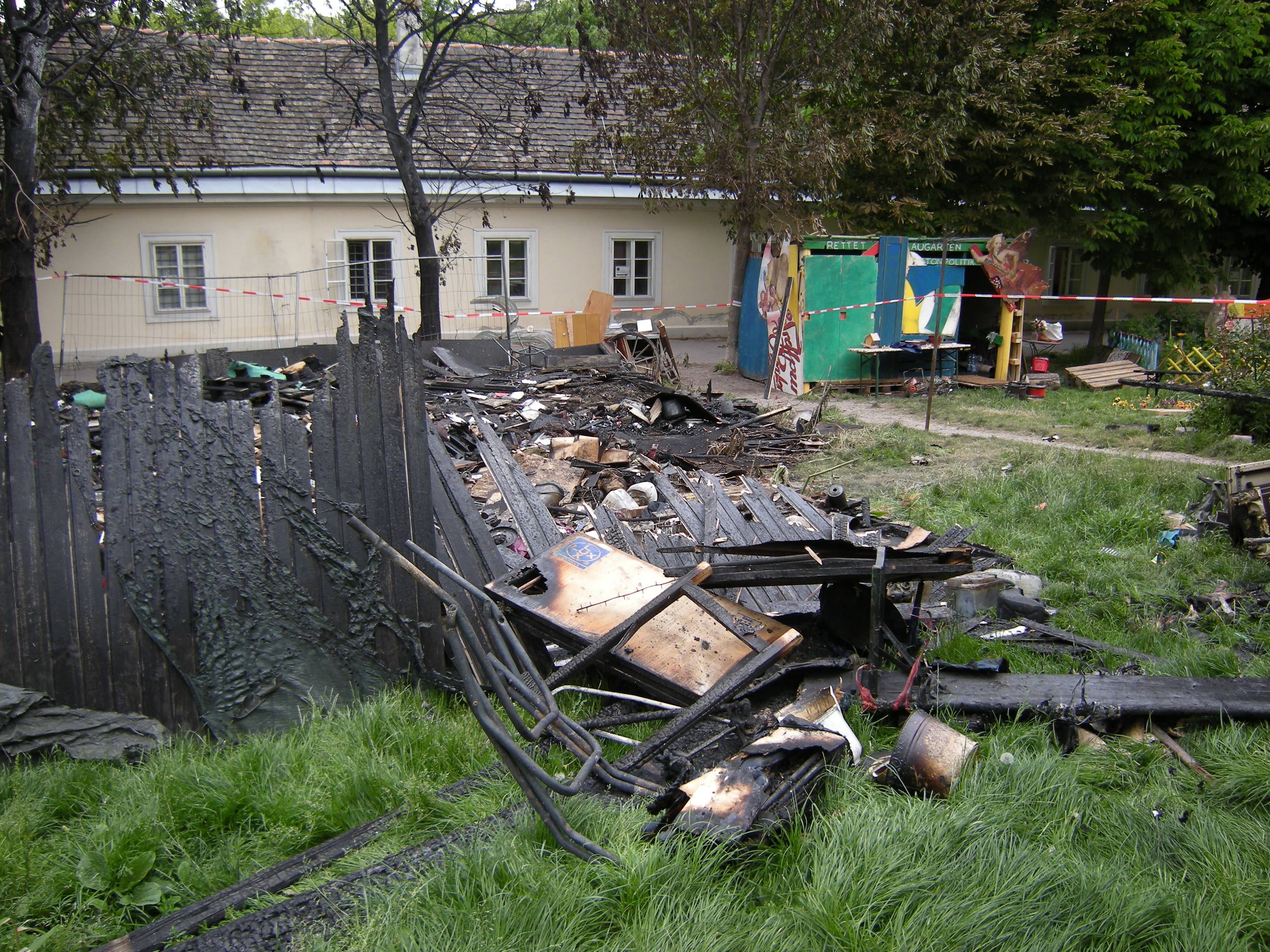
Brandruine, 13. Mai 2014.

Der Augartenspitz stellt den südlichsten Teil des Augartens im 2. Wiener Gemeindebezirk, der Leopoldstadt, dar. Das ummauerte Parkareal endet dort in einem spitzen Winkel, gebildet von Oberer Augartenstraße und Castellezgasse.

## Geschichte
Der Augarten, ursprünglich Teil der Auen der damals noch unregulierten Donau, war mit 1. Mai 1775 von Joseph II. als „allen Menschen gewidmeter Erlustigungsort von ihrem Schätzer“ (Inschrift beim Haupteingang) geöffnet worden und steht seit 1. Jänner 2000 unter Denkmalschutz. Trotz heftiger Proteste von Bürgerinitiativen wurde bis 2012 im Augartenspitz eine Konzert- und Mehrzweckhalle für die im Augartenpalais eingemieteten Wiener Sängerknaben errichtet. Unter der Bezeichnung MuTh – Die Abkürzung steht für Musik und Theater, spielt aber auch mit dem Begriff Mut: Erste Veranstaltung nach der Eröffnung war der „Kongress über Mut“, eine vielschichtige Performance nach dem Konzept von Carmen Brucic unter dem Motto Lassen Sie uns heute Nacht hoffnungslos mutig sein – damit wurde das Gebäude am 9. Dezember 2012 offiziell eröffnet.
Die Rechtmäßigkeit der Umwidmung des Areals für weitere Verbauung wurde von den Gegnern des Projekts seit 2006 bestritten. Korruption wurde nicht ausgeschlossen. So waren vom Bundesdenkmalamt beauftragte Gutachter angeblich mit dem Bauherrn verbunden. Geldgeber war die „POK Pühringer Privatstiftung“ von Peter Pühringer; die Bauausführung wurde der Baufirma Pühringer übertragen. Zeitweise, aber erfolglos wurde alternativ die Nutzung des Areals durch das in Nebengebäuden angesiedelte Filmarchiv Austria ins Gespräch gebracht.
Von 2007 an kam es mehrmals zu Besetzungen, um die absehbaren Baumfällungen zu verhindern, was aber letztlich stets durch Einsatz von Polizei und privaten Sicherheitskräften beendet wurde. Letzte handgreifliche Konfrontationen zwischen Aktivisten und Ordnungskräften gab es im März 2010 anlässlich der definitiven Räumung. Danach wurde das Areal abgeriegelt und gerodet; offizieller Baubeginn war der 14. Juli 2010.
Die Grünen Wien, die als einzige politische Partei öffentlich gegen das Projekt aufgetreten waren, nahmen, als sie im Herbst 2010 eine Koalition mit der Wiener SPÖ begannen (siehe Landesregierung und Stadtsenat Häupl V), ihre Unterstützung der Aktivisten zusehends zurück. Die grüne Spitzenkandidatin Maria Vassilakou bloggte vor der Wahl: … werden wir Grüne mit Zähnen und Klauen um den Augartenspitz kämpfen!. Nach der Wahl bekannte sie: Ich kann die Katastrophe im Augarten nicht mehr rückgängig machen.
Außerhalb des vom Verein WSK (Wiener Sängerknaben) vom Staat als Grundeigentümer des Augartens gepachteten Areals stand ab 2010 ein regelmäßig für kulturelle Veranstaltungen genutztes „Widerstandszelt“ der Aktivisten, die auch bescheidene Teilerfolge erzielten: Das barocke Wärterhäuschen wurde nicht abgerissen und mit Wiederbegrünung wurde begonnen, soweit das Gebäude und der gepflasterte Hof dies zuließen.
Am 12. Mai 2014 gegen acht Uhr morgens brannten die beiden Zelte der Bewegung samt Einrichtung ab. Die städtische Feuerwehr konnte jedoch binnen kurzer Zeit „Brand-aus!“ geben. Die Ursache des Brandes wurde untersucht. Personenschaden entstand nicht, da zu diesem Zeitpunkt keiner der Aktivisten im Objekt anwesend war.

## Verkehrsanbindung
Mit der Verlängerung der U-Bahn-Linie U2 wurde 2008 neben dem Augartenspitz die U2-Station Taborstraße eröffnet und gleichzeitig eine der beiden Straßenbahnlinien in der Taborstraße eingestellt. In unmittelbarer Nähe halten die Autobuslinie 5B und die Straßenbahnlinie 2. Bemängelt wurde von Anrainern, dass ein Konzept für den Umgang mit zu erwartendem stärkerem Individualverkehr bei Veranstaltungen bisher nicht vorliegt.